# Papaver ammophilum
Papaver ammophilum är en vallmoväxtart som först beskrevs av Porphir Kiril Nicolai Stepanowitsch Turczaninow, och fick sitt nu gällande namn av G.A. Peschkova. Papaver ammophilum ingår i släktet vallmor, och familjen vallmoväxter. Inga underarter finns listade i Catalogue of Life.